# Stefan Schimmel
Stefan Schimmel (* 7. August 1970 in Graz) ist ein österreichischer Theaterregisseur, Erzählkünstler und Buchautor.

## Leben & Wirken
Nach Absolvierung des Studiums Altphilologie und klassische Sprachen, Literaturen & Linguistik an der Universität Wien war Stefan Schimmel von 2000 bis 2007 als Theaterregisseur unter anderem am Theater Junge Generation Dresden, Societaetstheater Dresden, Dschungel Wien, Landesbühnen Sachsen aktiv. Daneben hat er theaterpädagogische Projekte in Wien, Salzburg, Graz und Dresden geleitet. Seit 2007 ist er Kommunikationstrainer für Wirtschafts- und Sozialkompetenz und bietet Trainings und Coachings für Führungskräfte im öffentlichen Auftritt. Von 2016 bis 2018 folgte die Ausbildung Storytelling in Art and Education an der Universität der Künste Berlin (UDK). Seit 2018 gestaltet Stefan Schimmel als professioneller Erzähler mit seinem Repertoire Bühnenprogramme und Erzählveranstaltungen und unterrichtet Erzählkompetenz an Bildungseinrichtungen. Darüber hinaus ist er Logopädagoge nach Viktor Frankl Zentrum Wien.

## Inszenierungen (Auswahl)
- Cyrano de Bergerac, nach Edmond Rostand, mit Babette Slezak, Dominik Breuer, Boris Schwiebert; Theater Junge Generation[5]
- Lost & Found – ein Herz und andere Dinge, von Rike Reiniger, u. a. Jean-Marc Birkholz; Landesbühnen Sachsen[6]
- Der Planet, von Jewgeni Grischkowez, u. a. mit Angela Schlabinger; Societaetstheater[7]
- Tagträumer, von William Mastrosimone, mit Carola von Grot, Matthias Manz; Projekttheater Dresden[8]
- Aschenputtel, von Heleen Verburg, u. a. mit Anke Stoppa, Marc Schützenhofer; Landesbühnen Sachsen[9]

## Schriften
- Ihr Auftritt bitte: Angst reduzieren – Glaubwürdig sprechen – Spannung aufbauen; von Stefan Schimmel; Goldegg Verlag GmbH, Wien, 2010; ISBN 978-3-902729-11-8[10]